# Personaggi di Mai dire...
Questa pagina riassume alcuni personaggi che si sono susseguiti nei vari programmi di Mai dire... a partire dalla seconda metà degli anni novanta alla prima metà degli anni duemila.

## Ballerini
Introdotti nell'edizione 1998-99 di Mai dire Gol, erano due ballerini di nome Ernesto e Renato, vestiti con una maglia blu e una parrucca a caschetto bionda, interpretati da Maurizio Crozza e Ugo Dighero, che erano soliti interrompere la conduzione del programma cantando e ballando un motivetto che inizialmente era sempre denigratorio nei confronti di Ellen Hidding per esaltare invece Alessia Marcuzzi; tuttavia anche dopo l'abbandono delle due conduttrici i due ballerini hanno continuato occasionalmente a irrompere nella trasmissione. In una puntata tuttavia Ernesto e Renato dovettero vedersela con due rivali, interpretati da Fabio De Luigi e Claudio Bisio e vestiti invece con una maglia arancio (mantenendo il caschetto biondo) che di contro sbeffeggiavano la Marcuzzi. 

## Campioni di balle
Proposto nell'edizione 1997-98 di Mai dire Gol, Campioni di Balle era un quiz in cui si sfidavano sempre gli stessi due concorrenti, lo sfidante Nervelli noto per le sue esuberanti esultanze e il campione Laffaroni che invece era solito riempire di gestacci, sputi e talvolta lanci di oggetti Nervelli, interpretati da Ale e Franz. Il conduttore di tale quiz era Gioele Dix nella prima puntata ma tale ruolo fu poi ricoperto da una diversa guest star in ogni occasione (tra gli altri si prestarono Gerry Scotti, Corrado Tedeschi e Barbara D'Urso) e lo scopo del gioco era dire la più grande "balla" possibile, evitando rigorosamente di esporre storie vere. Dopo una serie di freddure da parte dei due concorrenti, alla fine era sempre Nervelli a uscire sconfitto dal gioco poiché pronunciava una notizia altamente improbabile che si rivelava però autentica.

## Carlo Lucarelli
Interpretato da Fabio De Luigi e proposto in Mai dire Domenica, rappresenta una parodia delle narrazioni di vicende criminali ad opera di Carlo Lucarelli e in particolare della trasmissione Blu notte - Misteri italiani. Nell'interpretare Lucarelli De Luigi ha imitato il suo stile narrativo e la sua gestualità, lanciando tra l'altro il tormentone "Paura, eh?" accompagnato da un gesto della mano; ad affiancarlo erano le presenze, perlopiù mute, di Aldo, Giovanni e Giacomo nei panni dei protagonisti, illuminati da un fascio di luce, della vicenda narrata. Il primo personaggio introdotto era però sempre il cartonato di un uomo anziano che ricopriva le più svariate identità (anche femminili). In una puntata partecipò a uno sketch anche il vero Carlo Lucarelli.

## Dottor Frattale
Il dottor Frattale è un improbabile consulente per dirigenti che nei suoi collegamenti con la Gialappa's Band propone svariati modi per maltrattare e licenziare i dipendenti che lui definisce "risorsa uomo". Benché Frattale sia pacato per la maggior parte degli sketch, egli ha improvvisi scatti d'ira in cui digrigna perlopiù frasi incomprensibili, eccezion fatta la sua pretesa di una Volvo blu con cui andare a prostitute. Proposto per la stagione 1998/99 di Mai dire Gol, Frattale era interpretato da Walter Fontana e rappresenta l'unico sketch in cui il comico (interprete, tra le altre cose, delle schede che introducevano Carcarlo Pravettoni) compare in video nei programmi della Gialappa's. 

## Ingegner Cane

Fabio De Luigi nei panni dell'ingegner Cane

L'Ingegner Cane è un personaggio immaginario interpretato da Fabio De Luigi per la trasmissione Mai dire domenica e ha fatto la sua prima apparizione nella stagione 2002/2003. La caricatura del personaggio ritrae un fantomatico professionista dedito alla realizzazione inconcludente di progetti di varie infrastrutture, solitamente costose e mal realizzate, che lui stesso esalta e rende conformi secondo il suo stile tutt'altro che perfetto. Tra i progetti più ambiti del personaggio c'è la realizzazione del ponte sullo stretto di Messina. In un episodio è svelato che in realtà l'Ingegner Cane non solo non è laureato in ingegneria, ma non possiede neanche altri titoli di studio: "Ingegner" sarebbe infatti soltanto il suo nome di battesimo. Nelle prime apparizioni utilizza un timbro vocale naturale, per poi adottare definitivamente una tonalità più acuta.

## Los Loanos
I Loanos erano tre presunti artisti, reduci a loro dire da tournée mondiali, interpretati da Aldo, Giovanni e Giacomo. In particolare Aldo vestiva i panni di un ventriloquo servendosi di un pupazzo, interpretato da Giacomo, chiamato Vomitino per la sua espressione costante di malessere ma soprattutto perché era solito avere conati nei momenti più improbabili (e quasi sempre diretti verso il conduttore di turno) La performance si rivelava puntualmente essere una farsa poiché a parlare al posto di Vomitino era in realtà Giovanni, l'assistente del ventriloquo fino a quel momento presenza muta.

## Luigio Guastardo della Radica
Luigio Guastardo della Radica è un personaggio immaginario interpretato da Fabio De Luigi e apparso in diverse occasioni durante le varie edizioni di Mai dire..., in particolare su Mai dire Gol. Si tratta di un borioso e raffinato nobile un po' decaduto e dai modi imprenditoriali che, per mantenersi, svolge il ruolo di direttore di un pomposo quotidiano prettamente maschile, chiamato Gente di un certo livello, che, a differenza dei tradizionali giornali, si presenta come un volume particolarmente ingombrante, rilegato spesso con copertine bizzarre.

## Magica Trippy
Proposto nelle ultime edizioni di Mai dire Gol e ripreso in un'occasione anche in Mai dire Domenica, lo sketch vedeva Paola Cortellesi in un angusto studio di registrazione nei panni di una cantante costretta a interpretare il jingle pubblicitario dell'immaginaria bambola "Magica Trippy" venendo continuamente vessata dal direttore (la cui voce fuori campo era interpretata da Walter Fontana) che oltre a insultarla pesantemente al termine della canzoncina, spesso con un sonoro "Fai schifo!", la costringeva a inserire nel testo estemporanei versi volti a pubblicizzare determinate caratteristiche della bambola e non di rado a svolgere umilianti faccende domestiche durante il turno di lavoro.

## Medioman Locuratolo
Medioman Locuratolo è un personaggio immaginario, ma ispirato al concorrente del Grande Fratello Francesco Gaiardelli (soprannominato appunto "Medioman" dalla Gialappa's Band), interpretato da Fabio De Luigi e apparso nelle varie edizioni di Mai dire... a partire dal 2001. Le caratteristiche di questo personaggio, proprio come afferma l'etimologia del suo nome, è quella di voler rappresentare il classico uomo medio che al momento del bisogno assume l'identità di un supereroe occasionale (infatti il suo nome da borghese è Francesco Maria Gaiardelli); nonostante il suo impegno nel voler combattere per il bene della giustizia, il personaggio offre la sua disponibilità solo a due categorie di donne che si rivelano essere vedove (nelle prime edizioni) e nubili (nelle successive).
Nell'edizione di Mai dire Lunedì in cui era presente Neri Marcorè nel cast, quest'ultimo ha interpretato il fastidioso arcinemico di Medioman di nome Puccio Bastianelli; il sedicente supereroe spesso diceva tra sè "Maledetto rompic..." per poi ritirare l'insulto una volta accortosi della reazione offesa di Bastianelli. In questa edizione Medioman era affiancato inoltre dal cane Mediodog.

## Adelmo Stecchetti
Adelmo Stecchetti è un personaggio immaginario interpretato da Bebo Storti e apparso durante le edizioni di Mai dire Gol tra il 1996 e il 1997. Si tratta di un piccolo azionista della Mediaset la cui unica quota ammonta a 7.000 lire; a tal proposito il personaggio, con lo scopo di voler "proteggere" il suo patrimonio, si sente in dovere di irrompere nel bel mezzo del programma televisivo per verificare di persona l'andamento dell'azienda. Durante la sua loquace parlantina, ricorre spesso a una frase (Senti, maaaa) che ripete a ogni inizio di dialogo, spesso accompagnata da varie battute.

In una puntata, riesce a "contagiare" anche Lionel Richie. La scena è stata riproposta alla fine della sigla di coda dell'ultima puntata della stagione 1996-97 della trasmissione.

## Thomas Prostata
Thomas Prostata è un personaggio immaginario interpretato da Bebo Storti. Si tratta di uno scrittore romano di romanzi pulp, molto pulp, pure troppo ed è ossessionato dal binomio sangue & merda, da lui considerato l'essenza del genere pulp. Parla in modo tipico romanesco e non è un uomo di grande levatura culturale. I collegamenti avvenivano con il suo studio, dove su un muro era ben visibile la locandina del film Pulp Fiction di Quentin Tarantino. Per comporre i suoi "capolavori" si serviva di una macchina per scrivere presente sul suo tavolo, e tra i suoi passatempi preferiti vi era l'ascolto di musica heavy metal.

## Bimbo Gigi
Bimbo Gigi è un personaggio immaginario interpretato da Giacomo Poretti e apparso tra il 1996 e il 1997 durante le edizioni di Mai dire Gol. Il personaggio è stato curato sulla base di un reale bambino apparso in una pubblicità televisiva che sponsorizzava una nota marca di gelati e che venne parodiato rendendolo esasperante; è talvolta apparso in monologhi o in coppia con altri comici, spesso in compagnia dei colleghi abituali (Giovanni Storti e Aldo Baglio).

## Bulgari
I Bulgari sono un immaginario di acrobati interpretati da Aldo, Giovanni e Giacomo, accompagnati da Marina Massironi. Normalmente Aldo e Giovanni eseguivano degli sgangherati numeri di acrobazia, magia o in generale circensi, mentre Giacomo girava per lo studio dando fastidio ai presenti. Siccome indossava un cappello a cilindro, questo veniva regolarmente fatto volare dal conduttore.

## Alga Fernando
Alga Fernando è un personaggio immaginario interpretato da Marina Massironi. Parodia della traduttrice Olga Fernando, era caratterizzata da un auricolare per la traduzione simultanea che non funzionava e da una certa sordità. Altro tratto caratteristico era l'abbigliamento sempre con i motivi di Burberry.

## PierPiero
PierPiero è un personaggio di Antonio Albanese. Si presenta come il giardiniere di Arcore. Effemminato e interista, per lui Silvio Berlusconi è Piersilvio e il figlio PierPiersilvio.

## Gli svizzeri
Gli svizzeri, ovvero il signor Rezzonico, il poliziotto Hüber e lo stilista Fausto Gervasoni, interpretati da Aldo, Giovanni e Giacomo, sono i tre protagonisti di una serie di situazioni di pericolo spesso causate dall'odio e l'invidia che lo stilista Gervasoni nutre nei confronti del tranquillo vicino di casa, il signor Rezzonico, il quale peraltro non ricambia affatto tali sentimenti e al contrario considera ingenuamente l'uomo tra i suoi migliori amici. Gervasoni arriva più volte ad attentare alla vita del suo dirimpettaio, che ciò nonostante viene sempre salvato dal provvidenziale arrivo di Hüber, solerte poliziotto dal grilletto facile e con un eccellente "fiuto" nell'intuire i guai in cui di volta in volta si caccia Rezzonico; tuttavia l'operato fuori dalle righe di Hüber finisce quasi sempre per nuocere mortalmente a persone terze, capitate nel posto sbagliato al momento sbagliato.

## Frengo e Stop
Frengo è un eccentrico tifoso del Foggia, ballerino e telecronista. Utilizza sempre espressioni dialettali quando parla.